# Rothschildia chiris
Rothschildia chiris is een vlinder uit de onderfamilie Saturniinae van de familie nachtpauwogen (Saturniidae).
De wetenschappelijke naam van de soort is voor het eerst geldig gepubliceerd door Lionel Walter Rothschild in 1907.

## Ondersoorten
- Rothschildia chiris chiris
- Rothschildia chiris chiquisaciana Brechlin & Meister, 2012[2]
  - holotype: "male. 20.X.2001. Barcode: BC-RBP 3745"
  - instituut: MWM, München, Duitsland
  - typelocatie: "Bolivia, Chiquisaca dept., Padilla, 2400 m"